# Арнинг, Карл
Карл Эдуард Фридрих Арнинг (нем. Karl Eduard Friedrich Arning; 10 февраля 1892 — 17 ноября 1964) — немецкий военачальник, генерал-майор вермахта, командующий несколькими пехотными дивизиями во время Второй мировой войны. Кавалер Рыцарского креста Железного креста, высшего ордена нацистской Германии. Пленён войсками СССР в 1945 году. Освобождён из плена в 1955 году.

## Награды
- Железный крест (1914) 2-го и 1-го класса (Королевство Пруссия)
- Нагрудный знак «За ранение» (1918) в чёрном (Германская империя)
- Почётный крест ветерана войны с мечами (9 марта 1935)
- Пряжка к Железному кресту 2-го класса (27 сентября 1939)
- Пряжка к Железному кресту 1-го класса (22 октября 1939)
- Нагрудный знак «За ранение» в серебре (2 сентября 1939)
- Медаль «За зимнюю кампанию на Востоке 1941/42» (30 июля 1942)
- Немецкий крест в золоте (30 апреля 1943)
- Рыцарский крест Железного креста (11 октября 1943)